# Cloche de Huesca

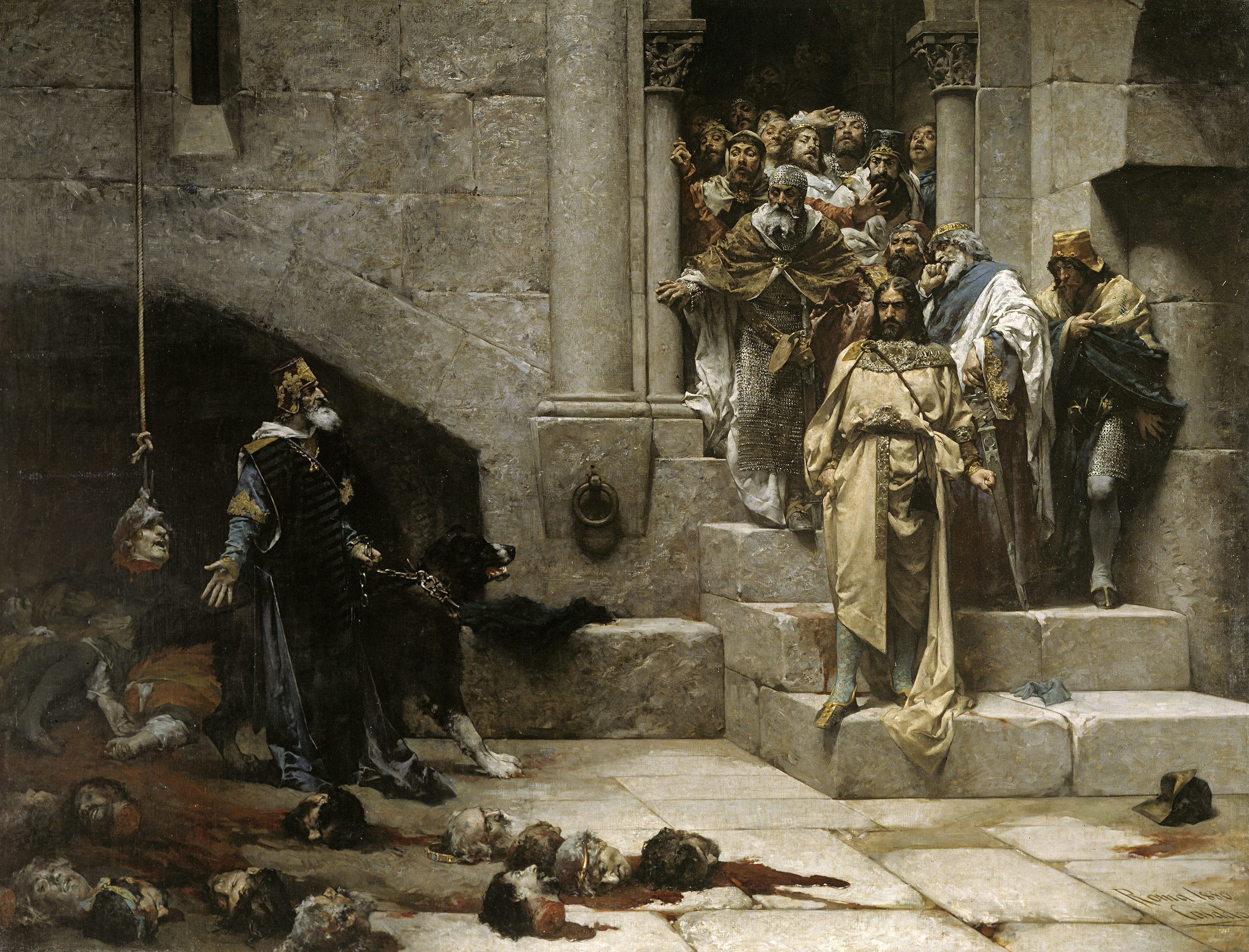
La cloche de Huesca par José Casado del Alisal, 1874 (mairie de Huesca).

La légende de la cloche de Huesca (la campana de Huesca) est un épisode fameux de l'histoire aragonaise. Il raconte comment le roi d'Aragon, Ramire II le Moine, aurait fait décapiter en 1136 douze nobles qui s'étaient révoltés contre lui, après les avoir fait venir dans son palais de Huesca, sous prétexte de leur montrer une cloche si grande qu'on l'entendrait dans tout le pays. L'histoire fait aujourd'hui partie du folklore aragonais.
L'expression sert encore à désigner un événement qui fait grand bruit.

## La légende
Alphonse Ier, roi d'Aragon, fut surnommé « le Batailleur » pour les nombreux combats qu'il livra contre les chefs musulmans de la taïfa de Saraqusta. Il fut cependant sévèrement battu et blessé le 17 juillet 1134 à la bataille de Fraga. Il mourut quelques semaines plus tard, laissant le royaume sans héritier. Son testament faisait des ordres religieux militaires des Templiers, des Hospitaliers de l'ordre de Saint-Jean de Jérusalem et du Saint-Sépulcre ses héritiers. En 1135, refusant le testament d'Alphonse Ier, les nobles navarrais se choisissent Garcia V comme roi, tandis que les Aragonais élisaient le frère d'Alphonse Ier, Ramire II. Évêque de Roda et de Barbastro quand il est élu par l'assemblée de Jaca, il reçut le surnom de « Moine ». Dès les premiers jours de son règne, le nouveau roi fut cependant en butte à des rébellions nobiliaires.
D'après la chronique de San Juan de la Peña, du XIVe siècle, Ramire II, préoccupé par la rébellion de la noblesse aragonaise, aurait envoyé un messager à l'abbé du monastère Saint-Pons de Thomières, son ancien supérieur. Le messager serait arrivé alors que l'abbé, dans le jardin de l'abbaye, coupait les roses qui dépassaient des massifs : l'abbé aurait conseillé au roi de faire de même. Peu de temps après, Ramire II aurait convoqué les nobles les plus importants du royaume à Huesca, au motif de leur montrer une cloche qu'on pourrait entendre dans tout le royaume. Il aurait alors fait décapiter les douze nobles les plus coupables. Le geste du roi aurait terrorisé les autres nobles et mit fin à leur révolte.
Les versions populaires ajoutent un détail. Les nobles auraient été décapités alors qu'ils entraient, à tour de rôle, dans la salle des Cortes où ils devaient être réunis. Leurs têtes auraient été disposées en cercle, celle de l'évêque de Huesca, le plus rebelle, étant placée au centre afin de servir de battant.

## Analyse

### Origines antiques
La légende fut longtemps considérée comme authentique. Au cœur de l'ancien palais royal de Huesca, aujourd'hui musée provincial, une salle est présentée comme celle où se seraient déroulés les faits.
La légende de la cloche de Huesca fut commentée au XVIe siècle par Jerónimo Zurita, dans ses Annales de la Couronne d'Aragon (1562). Il démontra la similarité de la première partie (le conseil de l'abbé de Saint-Pons) avec un passage des Histoires du Grec Hérodote : Périandre, tyran de Corinthe au VIIe siècle av. J.-C., demande conseil à Thrasybule de Milet. Celui-ci aurait répondu en coupant les têtes de germes de blé. Périandre aurait compris qu'il devait éliminer les aristocrates qui menaçaient son pouvoir. La même légende se retrouve également dans la Politique d'Aristote, contée de façon similaire.
Au Ier siècle, Tite Live attribua la légende au roi de Rome Tarquin, qui coupa les têtes de fleurs de pavot devant son fils Sextus Tarquin, avant de l'envoyer se rendre maître de la cité rivale de Gabies.

### Transmission médiévale en Espagne
D'après le philologue Manuel Alvar, l'« hispanisation » de la légende antique se serait faite au Moyen Age, grâce au passage de la culture carolingienne et des récits épiques occitans dans la culture médiévale aragonaise. La légende des fleurs de rose se serait greffée au récit véridique des révoltes nobiliaires, fréquentes au Moyen Age, particulièrement au début du règne de Ramire II. 
Il semble que Ramire II aurait effectivement ordonné la mort de plusieurs nobles qui auraient attaqué une caravane musulmane en temps de trêve. Les Annales des premiers Tolédans, de la fin du XIIe siècle, signalent, pour l'année 1134 ou 1135 : « On tua des seigneurs à Huesca ». La Estoria de España, à la fin du XIIIe siècle, commente plus longuement : « don Ramire le Moine [...] ne voulut plus le supporter, et trama de cette manière qu'un jour, à Huesca, dans la cour de son palais, il fit tuer onze riches hommes, avec lesquels moururent un grand nombre de chevaliers ». C'est la Chronique de San Juan de la Peña qui développe le plus longuement la légende de la cloche de Huesca. Elle inclut d'ailleurs une version en prose de la Chanson de la cloche de Huesca, datée de la fin du XIIe siècle.

### Réévaluation contemporaine
Federico Balaguer et Antonio Ubieto Arteta ont recherché des faits qui confirmeraient de façon solide la mort des nobles aragonais. Les sources arabes, dans une chronique, confirment d'une part l'attaque, à l'été 1135, d'un convoi musulman, protégé par une trêve royale, par des seigneurs chrétiens, attaque qui aurait été punie par Ramire II. D'autre part, l'étude des listes de détenteurs de terres en Aragon montre des changements nombreux dans les mois qui suivent l'été 1135 : cela confirmerait l'hypothèse de la mort de plusieurs seigneurs au même moment. Ubieto soutient de plus l'idée que les chansons de geste s'appuient sur des événements historiques, ce que confirmerait donc la Chanson de la cloche de Huesca.

### Source
- (es) Cet article est partiellement ou en totalité issu de l’article de Wikipédia en espagnol intitulé « Campana de Huesca » (voir la liste des auteurs).